# نيكولاس براون جونيور
نيكولاس براون جونيور (بالإنجليزية: Nicholas Brown, Jr.) هو شخصية أعمال أمريكي، ولد في 1769 في بروفيدنس في الولايات المتحدة، وتوفي بنفس المكان في 1841.